# Chondestes grammacus
Chondestes grammacus là một loài chim trong họ Emberizidae.

## Hình ảnh

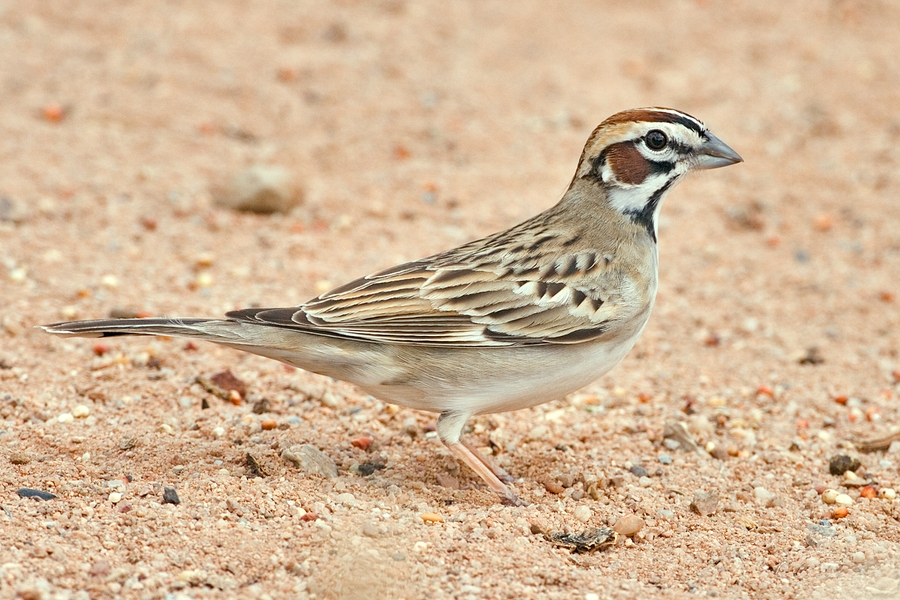
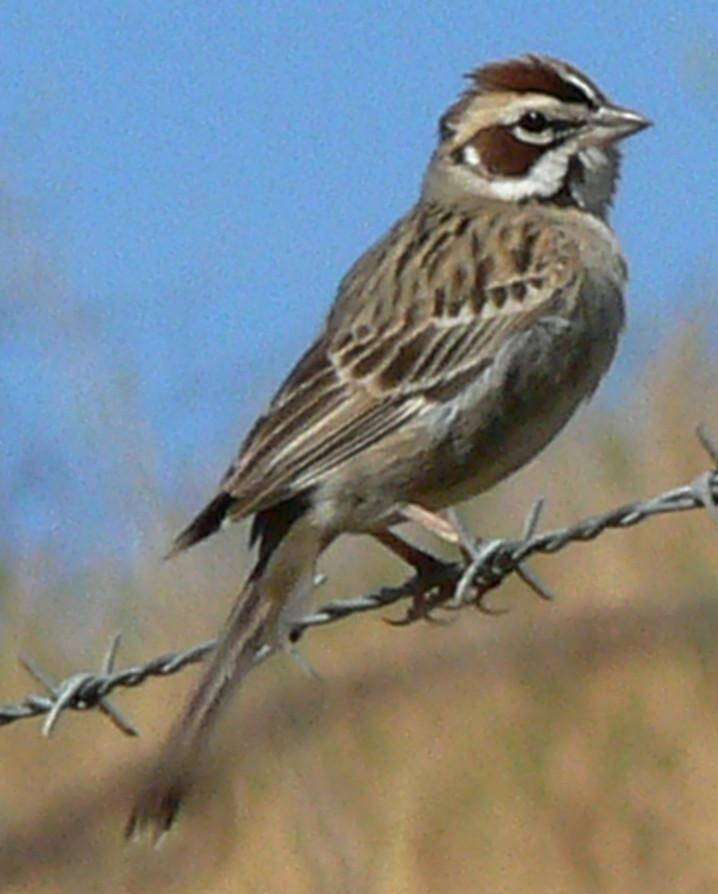
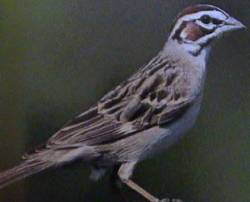